# Centroscyllium ritteri
El tollo negro aliblanco (Centroscyllium ritteri) es una especie de escualiforme de la familia Etmopteridae. Solamente ha sido visto en el Pacífico noroccidental cerca de la costa suroriental de Japón, entre las latitudes 35 y 32° N. Habita en los taludes continentales y montes submarinos a profundidades de entre 320 y 110 m.
Su reproducción es ovovivípara. No es de interés para la pesca comercial y se conoce muy poco de su biología. El nombre específico ritteri es en honor al Dr. William Emerson Ritter de la Universidad de California.